# Nazim Muchitow
Nazim Garifułłowicz Muchitow (ros. Назим Гарифуллович Мухитов lub Nikołaj Garifułłowicz Mużytow, ros. Николай Гарифуллович Мужитов; ur. 12 stycznia 1942 w Uljanowsku) – rosyjski biathlonista reprezentujący ZSRR. Karierę sportową rozpoczął od uprawiania biegów narciarskich. Największy sukces w karierze osiągnął w 1971 roku, kiedy wspólnie z Aleksandem Tichonowem, Rinatem Safinem i Wiktorem Mamatowem zdobył złoty medal w sztafecie podczas mistrzostw świata w Hämeenlinna. Nigdy nie wystąpił na igrzyskach olimpijskich. Nigdy też nie wystartował w zawodach Pucharu Świata.
Po zakończeniu kariery został trenerem w Uljanowsku.

## Osiągnięcia

### Mistrzostwa świata
| Rok  | Miejscowość | Konkurencje | Konkurencje | Konkurencje | Konkurencje | Konkurencje | Konkurencje | Konkurencje |
| Rok  | Miejscowość | IN          | SP          | PU          | MS          | RL          | MR          | SR          |
| ---- | ----------- | ----------- | ----------- | ----------- | ----------- | ----------- | ----------- | ----------- |
| 1971 | Hämeenlinna | –           | nd.         | nd.         | nd.         | 1.          | nd.         | –           |